# 1986년 한국시리즈
1986년 프로야구 한국시리즈는 10월 19일부터 25일까지 모두 5차전을 치러서, 해태 타이거즈가 삼성 라이온즈를 4승 1패로 누르고 우승을 차지했다. 한국시리즈 MVP는 이 시리즈에서 3승을 거둔 해태의 김정수가 차지했다.

## 정규 시즌
| 순위 | 구단   | 승 | 무 | 패 | 승률  |
| ---- | ------ | -- | -- | -- | ----- |
| 1위  | 삼성   | 39 | 0  | 15 | 0.722 |
| 2위  | 해태   | 34 | 2  | 18 | 0.654 |
| 3위  | 롯데   | 30 | 4  | 20 | 0.600 |
| 4위  | MBC    | 28 | 4  | 22 | 0.560 |
| 5위  | OB     | 23 | 2  | 29 | 0.442 |
| 6위  | 청보   | 17 | 0  | 37 | 0.315 |
| 7위  | 빙그레 | 12 | 0  | 42 | 0.222 |

| 순위 | 구단   | 승 | 무 | 패 | 승률  |
| ---- | ------ | -- | -- | -- | ----- |
| 1위  | OB     | 33 | 2  | 19 | 0.635 |
| 2위  | 해태   | 33 | 2  | 19 | 0.635 |
| 3위  | MBC    | 31 | 4  | 19 | 0.620 |
| 4위  | 삼성   | 31 | 1  | 22 | 0.585 |
| 5위  | 롯데   | 20 | 2  | 32 | 0.385 |
| 6위  | 빙그레 | 19 | 1  | 34 | 0.358 |
| 7위  | 청보   | 15 | 2  | 37 | 0.288 |

후기 리그에서는 OB 베어스와 해태 타이거즈가 공동 1위를 차지하는 일이 벌어졌다. 이때문에 후기 리그 우승 결정전이 치러졌는데, 2전 2승으로 OB가 후기 리그 우승의 영예를 안았다. 하지만 이와는 상관없이 전기와 후기 모두 2위 안에 든 해태는 한국시리즈에 직행하였고, 전기 1위의 삼성 라이온즈와 후기 1위의 OB 베어스가 플레이오프를 치르게 되었다.

## 플레이오프 결과
|            | 승리팀                  | 경기 결과 | 상대팀              |
| ---------- | ----------------------- | --------- | ------------------- |
| 플레이오프 | 삼성 라이온즈(전기 1위) | 3 - 0 - 2 | OB 베어스(후기 1위) |

삼성 라이온즈가 OB 베어스와 플레이오프를 치렀다. 5차전까지 가는 접전 끝에 삼성이 먼저 3승을 하면서 한국시리즈에 진출하였다.

## 한국시리즈 경기 결과

### 1차전
10월 19일 - 광주무등경기장 야구장
| 팀 | 1 | 2 | 3 | 4 | 5 | 6 | 7 | 8 | 9 | 10 | 11 | R | H  | E | B |
| 삼성 라이온즈                                                                                           | 0 | 0 | 0 | 0 | 0 | 0 | 2 | 0 | 1 | 0  | 0  | 3 | 6  | 1 | - |
| 해태 타이거즈                                                                                           | 0 | 0 | 0 | 0 | 0 | 0 | 0 | 1 | 2 | 0  | 1x | 4 | 11 | 0 | - |
| 승리 투수: 김정수 패전 투수: 김시진 세이브: 없음 홀드: 없음 홈런: 삼성 – 김성래 (선동열 상대로 7회 2점) |   |   |   |   |   |   |   |   |   |    |    |   |    |   |   |

양 팀의 선발투수로 해태는 선동열을, 삼성은 양일환을 출격시켰다. 6회까지 1피안타 무실점으로 삼성 타선을 잘 막던 선동열은 7회에 터진 김성래의 2점 홈런에다가 9회에 1점을 추가로 내주며 패전투수가 될 위기에 몰렸었다.
반면 삼성은 양일환, 성준, 진동한이 이어 던지며 7회말까지 무실점으로 막아 나갔다.
하지만 4회 구원등판해 호투하던 진동한은 관중석에서 던진 소주병에 머리를 맞아 8회에 등판할 수 없게 된다.
이후 해태가 8회에 구원으로 등판한 김시진을 상대로 김성한의 2루타와 뒤이어 터진 김봉연의 적시타로 1점을 만회하였고, 다시 2점차로 벌어진 9회말에는 김일권의 적시 3루타와 김성한의 밀어내기 볼넷 등에 힘입어 2점을 추가하며 동점을 이루며 승부를 연장전으로 끌고 갔다.
승부는 결국 김성한의 연장 11회 끝내기 적시타로 해태가 승리를 거두었다. 당시 신인 투수였던 김정수는 연장 10회에 구원투수로 등판, 행운의 승리투수가 되었다.

### 2차전
10월 20일 - 광주무등경기장 야구장

| 팀 | 1 | 2 | 3 | 4 | 5 | 6 | 7 | 8 | 9 | R | H | E | B |
| 삼성 라이온즈                                                                                           | 1 | 0 | 0 | 0 | 0 | 0 | 1 | 0 | 0 | 2 | 8 | 0 | - |
| 해태 타이거즈                                                                                           | 1 | 0 | 0 | 0 | 0 | 0 | 0 | 0 | 0 | 1 | 6 | 0 | - |
| 승리 투수: 김일융 패전 투수: 차동철 세이브: 없음 홀드: 없음 홈런: 삼성 – 김준환 (김일융 상대로 1회 1점) |   |   |   |   |   |   |   |   |   |   |   |   |   |

1차전 진동한 소주병 사건으로 다 이긴 경기를 놓친 삼성은 선발인 김일융이 해태 타선을 6피안타 1실점으로 잘 막으면서 승리투수가 되었다. 1-1 동점이던 7회초 1사 1·3루 상황에서 배대웅이 유격수 플라이를 쳤지만, 3루 주자였던 이해창이 과감하게 홈으로 파고들며 결승점을 만들어냈다.
이로써 양팀은 1승 1패가 되며 3차전을 맞이하게 된다.

### 3차전
10월 22일 - 대구시민운동장 야구장
| 팀 | 1 | 2 | 3 | 4 | 5 | 6 | 7 | 8 | 9 | R | H | E | B |
| 해태 타이거즈 | 0 | 3 | 0 | 0 | 0 | 0 | 3 | 0 | 0 | 6 | 8 | 0 | - |
| 삼성 라이온즈 | 3 | 0 | 0 | 0 | 0 | 0 | 2 | 0 | 0 | 5 | 6 | 2 | - |
| 승리 투수: 김정수 패전 투수: 김시진 세이브: 차동철 홀드: 없음 홈런: 해태 – 김준환 (김시진 상대로 2회 1점), 차영화(김시진 상대로 2회 2점) 삼성 – 김성래 (이상윤 상대로 1회 2점) |   |   |   |   |   |   |   |   |   |   |   |   |   |

시리즈 전적 1승 1패로 원점으로 돌아온 승부. 중요한 일전이 될 3차전에 해태는 이상윤, 삼성은 김시진을 선발 투수로 등판시켰다. 삼성은 1회말부터 김성래의 투런등으로 3-0까지 앞서나갔으나, 바로 이어진 2회초에서 김준환의 솔로 홈런과 차영화의 투런 홈런으로 3-3 동점을 만들어냈다.
7회초에 해태는 김일환, 김성한의 적시타와 상대팀 실책 등으로 3점을 더 달아났다. 삼성은 이어진 7회말에 장효조와 이만수의 적시타로 6-5까지 따라붙었지만, 더 이상 점수를 뽑지 못하고 패배했다. 이때 흥분한 삼성팬들이 해태 선수단의 버스를 방화하는 사건이 일어났다.

### 4차전
10월 23일 - 대구시민운동장 야구장
| 팀 | 1 | 2 | 3 | 4 | 5 | 6 | 7 | 8 | 9 | 10 | 11 | R | H | E | B |
| 해태 타이거즈 | 0 | 0 | 0 | 0 | 1 | 0 | 0 | 0 | 2 | 1  | 3  | 7 | - | - | - |
| 삼성 라이온즈 | 0 | 0 | 0 | 0 | 0 | 2 | 0 | 1 | 0 | 1  | 0  | 4 | - | - | - |
| 승리 투수: 차동철 패전 투수: 진동한 세이브: 없음 홀드: 없음 홈런: 해태 – 차영화 (황규봉 상대로 5회 1점) 삼성 – 김성래 (차동철 상대로 8회 1점) |   |   |   |   |   |   |   |   |   |    |    |   |   |   |   |

선발투수로 삼성은 권영호를, 해태는 선동열을 마운드에 올렸다. 해태가 5회에 터진 차영화의 솔로 홈런을 기선을 잡는 듯했지만, 6회말에 상대팀 패스트볼과 실책 등에 힘입어 역전에 성공했다. 그리고 8회에는 김성래가 홈런을 터뜨리며 2점 차이로 앞서나갔다.
그러나 9회초에 해태는 삼성투수 김일융을 상대로 김성한과 김봉연이 적시타를 터뜨리면서 동점을 허용했다. 그리고 연장 10회 각각 1점씩 맞바꾼뒤, 11회초 몸에 맞는 볼 밀어내기와 서정환의 2타점 적시타를 앞세운 해태가 7-4로 승리하며 우승에 단 1승만을 남겨두게 되었다.

### 5차전
10월 25일 - 서울종합운동장 야구장
| 팀 | 1 | 2 | 3 | 4 | 5 | 6 | 7 | 8 | 9 | R | H | E | B |
| 삼성 라이온즈                                                                                             | 2 | 0 | 0 | 0 | 0 | 0 | 0 | 0 | 0 | 2 | 7 | 1 | - |
| 해태 타이거즈                                                                                             | 1 | 0 | 3 | 0 | 0 | 0 | 0 | 1 | X | 5 | 8 | 0 | - |
| 승리 투수: 김정수 패전 투수: 김시진 세이브: 선동열 홀드: 없음 홈런: 삼성 – 이만수 (김정수 상대로 1회 1점) |   |   |   |   |   |   |   |   |   |   |   |   |   |

궁지에 몰린 삼성은 선발투수로 팀 에이스인 김시진을 등판시켰다. 이에맞선 해태는 지난 1·3차전 승리투수였던 김정수를 선발투수로 올렸다. 먼저 기세를 올린 쪽은 1회초부터 2점을 올린 삼성이었다. 장효조의 1타점 희생플라이에 이어서 터진 이만수의 솔로포로 승리에 대한 가능성을 높였다.
그러나 바로 이어진 1회말 해태의 반격때 김종모의 적시타로 1점을 만회하였다. 3회말에는 상대선발 김시진을 상대로 김봉연이 동점 적시타를 터뜨렸고, 2사 1·2루 상황에서 김종모가 싹쓸이 2타점 3루타를 치면서 역전에 성공했다. 6회부터 등판한 선동열은 경기가 마무리될때까지 삼성 타선을 틀어막으면서 자신의 팀으로 2번째 한국시리즈 우승을 가져오게 되었다.
삼성의 김시진은 이번 한국시리즈동안 3패만을 기록하며 삼성의 에이스다운 면모를 보이지 못했다. 한국시리즈 MVP로 시리즈동안 3승을 올린 김정수와는 대조적인 모습이었다.

## 방송 중계

### TV
| 방송 채널 | 캐스터(한국시리즈 차전)       | 해설위원 | 비고 |
| --------- | ----------------------------- | -------- | ---- |
| KBS 1TV   | 유수호(2), 불명(4), 정도영(5) | 하일성   |      |
| MBC TV    | 임주완(1·5), 불명(3)          | 이호헌   |      |

### 라디오
KBS 제1라디오와 MBC AM 전국공통 주파수에 맞춰 TV를 통해 수중계하였다.